# Gérard Coupinot
Gérard Coupinot est un astronome français, astronome émérite à l'Observatoire du Pic du Midi de Bigorre.
Il est principalement connu pour avoir établi, en juin 1973, à partir d'un cliché des anneaux de Saturne pris en 1969 par Pierre Guérin, que la division de Cassini n'est pas une région vide de matière.

## Biographie
Gérard Coupinot commence sa carrière de chercheur à l’Institut d’astrophysique de Paris sous la direction d’Evry Schatzman, en 1965, alors qu’il est assistant du professeur Jean Rösch à l’Université Pierre-et-Marie-Curie. En 1974, après son doctorat, il est nommé responsable scientifique du télescope Bernard Lyot à l’observatoire du Pic du Midi où il effectuera l’ensemble de sa carrière. Spécialiste du traitement d’images, il travaille essentiellement sur les capteurs et les détecteurs numériques, notamment à travers l’observation de la distribution de la lumière, mais également sur les processus d’amélioration de la qualité des images.